# Elena Krawzow
Elena Krawzow (ur. 26 października 1993 w Nowo-Woskriesienowce) – niemiecka niepełnosprawna (niedowidząca) pływaczka, startująca w kategoriach S12, SB12 i SM12, srebrna medalistka igrzysk paraolimpijskich w 2012 roku.

## Życiorys
Elena Krawzow urodziła się 26 października 1993 roku w Nowo-Woskriesienowce w Kazachstanie. Po babci ze strony ojca ma pochodzenie niemieckie. Jej językiem ojczystym jest rosyjski - w tym języku rozmawiało się u niej w domu rodzinnym. Sama współcześnie określa się jako „w duszy i ze swojej mentalności Rosjanka. Rosjanka z Kazachstanu”.
Gdy miała 7 lat wraz z rodziną zamieszkała w rosyjskim Woroneżu. Wtedy też zdiagnozowano u niej chorobę Stargardta. W związku z chorobą następował u niej stopniowy ubytek wzroku do 97% ubytku (stan na 2020 rok). W wieku 12 lat przeprowadziła się z rodziną do Niemiec. Pływanie trenuje od 2009 roku, gdy została zaproszona na trening w klubie w Norymberdze. Zawodowo pracuje jako fizjoterapeutka.
Startuje w kategoriach S12, SB12 i SM12. Podczas występu na letnich igrzyskach paraolimpijskich w Londynie w 2012 roku zdobyła srebrny medal w konkurencji 100 m stylem klasycznym w swojej kategorii i zajęła ósme miejsce w zawodach na 50 m stylem dowolnym. W mistrzostwach świata rozegranych rok później zdobyła złotym medal w konkurencji na 100 m stylem klasycznym i brązowy na 50 m stylem dowolnym. W 2016 roku wystartowała w letnich igrzyskach paraolimpijskich w Rio de Janeiro, zajmując piąte miejsce w konkurencji 100 m stylem klasycznym. W mistrzostwach świata w 2019 roku zdobyła złoty medal na 100 m stylem klasycznym i zajęła czwarte miejsce na 50 m stylem dowolnym oraz ósme na 100 m stylem dowolnym.
Na mistrzostwach Europy w 2014 roku zdobyła złoty medal na 100 m stylem klasycznym oraz brązowe na 200 m stylem zmiennym i na 50 m stylem dowolnym. Dwa lata później zdobyła złoty medal na 100 m stylem klasycznym, a w 2018 roku złote na 100 m stylem klasycznym, 50 m stylem dowolnym i 200 m stylem zmiennym oraz brązowe medale na 100 m stylem motylkowym i 100 m stylem dowolnym.
W 2020 roku wydawcy magazynu „Playboy” zaoferowali jej jako pierwszej paraolimpijce w historii udział w sesji topless.

## Wyróżnienia
- berliński sportowiec roku (2019)[4],
- młody sportowiec roku (2013)[4],
- kobieta sportowiec roku w Norymberdze (2013)[4],
- kobieta niepełnosprawny sportowiec roku (2012)[4],
- kobieta sportowiec roku klubu TSV Alfenfurt (2012)[4],
- odznaczenie Silbernes Lorbeerblatt (2012)[4].